# Lilltjärnen (Färila socken, Hälsingland, 688141-147469)
Lilltjärnen är en sjö i Ljusdals kommun i Hälsingland och ingår i Ljusnans huvudavrinningsområde.